# Damazy I
Damazy I (ur. ok. 305 w Rzymie, zm. 11 grudnia 384 tamże) – wyznawca, święty Kościoła katolickiego, 37. papież w okresie od 1 października 366 do 11 grudnia 384.
Do jego osiągnięć zaliczyć można ogłoszenie w 380 roku chrześcijaństwa w doktrynie nicejskiej – religią państwową, choć najbardziej było to zasługą niechętnego arianom Teodozjusza I Wielkiego.

## Życiorys
Urodził się w Rzymie, choć za inne prawdopodobne miejsce urodzenia podaje się Egitanię (obecnie wioska Idanha-a-Velha w Portugalii). Urodził się w rodzinie pochodzącej z rzymskiej prowincji Hispania Lusitania, był synem Antoniusza, później księdza z kościoła św. Wawrzyńca w Rzymie, i Laurencji. Miał siostrę, świętą Irenę. W latach 352–366 sam Damazy był diakonem i prezbitrem w tym samym kościele.
Po zakończeniu pontyfikatu Liberiusza, Damazego poparli stronnicy zmarłego przed rokiem antypapieża Feliksa II, którzy przeszli do ofensywy. 1 października 366 w atmosferze zamieszek dokonano podwójnego wyboru papieży: Damazy został wybrany papieżem w kościele San Lorenzo „in Lucina” przez większość, natomiast mniejszość wybrała Ursyna, diakona Liberiusza. Zwolennicy Damazego w wyniku krwawych walk zdobyli dla niego papieski tron, a następnie poparcie cesarza Walentyniana. Wobec zamieszek nastąpiła jedna z rzadkich interwencji cesarza w celu utrzymania porządku publicznego. Damazy zwyciężył przy wsparciu prefekta Rzymu, Viventiusa. Po konsekracji stronnicy Damazego zaatakowali Ursynusa i jego zwolenników w bazylice Liberiusza (obecnie bazylika Matki Bożej Większej); w starciach zginęło 137 osób. Damazy został oskarżony o to morderstwo przed prefektem, proces toczył się w latach 370–374, jednak po interwencji przyjaciół u cesarza, został uniewinniony. Ponieważ pontyfikat Damazego rozpoczął się krwawymi zamieszkami, ucierpiała reputacja zarówno papieża, jak i Kościoła. W listopadzie 367 Ursyna zmuszono do wyjazdu do Galii (pismo cesarza do prefekta Vettiusa Agoriusa Praetekstatusa), skąd knuł intrygi wobec papieża; po potępieniu Ursyna na synodzie w 378 Damazy został jedynym papieżem. Jednak cień przeciwnika zagrażał mu przez cały pontyfikat.

## Osiągnięcia
Damazy popularyzował kult męczenników chrześcijańskich oraz potępiał religijne prądy nieortodoksyjne (arianizm, pryscylianizm, apolinaryzm, macedonianizm). Uczestniczył w sporach doktrynalnych oraz współorganizował synody biskupie. Na jego życzenie św. Hieronim, który był jego przyjacielem, opracował przekład Pisma Świętego na łacinę, tzw. Wulgatę.
Za jego namową w 378 cesarz Gracjan przekazał biskupom rzymskim najwyższą jurysdykcję dotyczącą spraw kościelnych na Zachodzie. W 380 został wydany edykt tesaloński Cunctos populos cesarzy Teodozjusza, oraz współrządzących z nim Walentyniana II i Gracjana (stąd nazywany także „edyktem trójcesarskim”), który to edykt, choć skierowany do mieszkańców Konstantynopola, uczynił w praktyce chrześcijaństwo nicejskie religią państwową w imperium rzymskim. W 381 na pierwszym soborze w Konstantynopolu potwierdzono credo nicejskie na wschodnią część imperium.
Tworzył epigramaty nagrobne, metryczne epitafia ku czci męczenników (m.in. inskrypcja w katakumbach św. Sebastiana dotycząca Piotra i Pawła), pisma synodalne oraz przyczynił się do powstania początkowej części tzw. Dekretu Gelazego. Przypuszcza się także, że podczas jego pontyfikatu opracowano zasadnicze elementy kanonu mszy rzymskiej. Damazy odnowił też rzymskie katakumby. Został nazwany przez św. Hieronima „dziewiczym nauczycielem dziewiczego Kościoła”.
Damazy został pochowany w ufundowanej przez siebie bazylice mniejszej San Lorenzo in Damaso w Rzymie, być może postawionej na działce odziedziczonej po ojcu. Dniem jego pamięci liturgicznej w Kościele katolickim jest 11 grudnia.